# Имберга
Имберга (Инберга; лат. Imberga; умерла не позднее 744) — герцогиня Асти в первой половине VIII века.

## Биография
О правителях Астийского герцогства после владевшего им в 688—702 годах Анспранда сохранилось очень мало сведений. В средневековых хрониках сообщается о ещё четырёх правителях Асти лангобардского периода: Теодоне, Ансульфе, Имберге и Алипранде. Однако первые три из них не упоминаются в современных им исторических источниках, поэтому насколько приводимые о этих персонах сведения достоверны, неизвестно.
Согласно созданным в Асти хроникам, Имберга была дочерью Анспранда, в 712 году несколько месяцев правившего Лангобардским королевством. Вскоре после смерти отца Имберга была выдана своим братом, новым королём Лиутпрандом, замуж за только что назначенного герцогом Асти Теодона. Эти пожалования были ответной благодарностью лангобардского монарха за помощь, оказанную герцогом Баварии Теодоном II его отцу Анспранду в свержении с престола Ариперта II.
После смерти Теодона Астийское герцогство унаследовал его сын Ансульф, вскоре погибший на охоте. Так как он не оставил наследников, Имберга c согласия короля Лиутпранда стала властительницей всех владений мужа и сына. О её правлении сведений не сохранилось. Имберга скончалась незадолго до смерти брата. По свидетельству средневековых авторов, Лиутпранд очень горевал о смерти любимой сестры. Ставший в 744 году новым лангобардским королём Ратхис передал Астийское герцогство своему приближённому Алипранду.